# Divizia Națională 1992-1993
La Divizia Națională 1992-1993 è stata la seconda edizione della massima serie del campionato di calcio moldavo disputato tra il 22 agosto 1992 e il 26 giugno 1993 e concluso con la vittoria dello Zimbru Chișinău, al suo secondo titolo. Fu la prima edizione riconosciuta dalla UEFA.

## Formula
A partire da questa edizione la stagione sportiva si svolse a tra l'autunno e la primavera per uniformarsi agli altri campionati dell'Europa centro-meridionale.
Il campionato passò da 12 a 16 squadre che si incontrarono in un girone all'italiana per un totale di 30 giornate. La squadra campione fu qualificata alla UEFA Champions League 1993-1994 mentre le ultime due classificate retrocedettero in Divizia A.
Il Constructorul Chișinău cambiò nome in Constructorul-Agro Chișinău mentre il Dinamo Codru Chișinău diventò Dinamo Chișinău.

## Squadre
| Squadra                     | Città         | Stadio | Stagione 1992        |
| --------------------------- | ------------- | ------ | -------------------- |
| Amocom Chișinău             | Chișinău      |        | 5°                   |
| Bugeac Comrat               | Comrat        |        | 3°                   |
| Constructorul-Agro Chișinău | Chișinău      |        | 6°                   |
| Tricon Cahul                | Cahul         |        | Divizia A            |
| Cristalul Fălești           | Fălești       |        | 11°                  |
| Dinamo Chișinău             | Chișinău      |        | 7°                   |
| Moldova Boroseni            | Borosenii Noi |        | 10°                  |
| Olimpia Bălți               | Bălți         |        | 9°                   |
| Speranta Nisporeni          | Nisporeni     |        | 8°                   |
| Tighina                     | Tighina       |        | 4°                   |
| Tiligul                     | Tiraspol      |        | 2°                   |
| Zimbru Chișinău             | Chișinău      |        | Campione di Moldavia |
| Codru Călărași              | Călărași      |        | Divizia A            |
| Nistru Otaci                | Otaci         |        | Divizia A            |
| Nistru Cioburciu            | Cioburciu     |        | Divizia A            |
| Universul Ciuciuleni        | Ciuciuleni    |        | Divizia A            |

## Classifica
|  | Pos. | Squadra                     | Pt | G  | V  | N  | P  | GF | GS | DR  |
|  | ---- | --------------------------- | -- | -- | -- | -- | -- | -- | -- | --- |
|  | 1.   | Zimbru Chișinău             | 50 | 30 | 22 | 6  | 2  | 66 | 17 | +49 |
|  | 2.   | Tiligul                     | 47 | 30 | 20 | 7  | 3  | 80 | 28 | +42 |
|  | 3.   | Moldova Boroseni            | 41 | 30 | 16 | 9  | 5  | 45 | 29 | +16 |
|  | 4.   | Bugeac Comrat               | 40 | 30 | 16 | 8  | 6  | 38 | 21 | +17 |
|  | 5.   | Amocom Chișinău             | 36 | 30 | 15 | 6  | 9  | 45 | 26 | +19 |
|  | 6.   | Codru Călărași              | 34 | 30 | 15 | 4  | 11 | 42 | 44 | -2  |
|  | 7.   | Olimpia Bălți               | 34 | 30 | 14 | 6  | 10 | 40 | 28 | +12 |
|  | 8.   | Nistru Otaci                | 32 | 30 | 12 | 8  | 10 | 45 | 54 | -9  |
|  | 9.   | Speranța Nisporeni          | 28 | 30 | 9  | 10 | 11 | 28 | 34 | -6  |
|  | 10.  | Constructorul-Agro Chișinău | 25 | 30 | 10 | 5  | 15 | 45 | 46 | -1  |
|  | 11.  | FC Tighina                  | 22 | 30 | 8  | 8  | 14 | 32 | 46 | -14 |
|  | 12.  | Nistru Ciobruciu            | 22 | 30 | 8  | 6  | 16 | 27 | 48 | -21 |
|  | 13.  | Dinamo Chișinău             | 20 | 30 | 6  | 8  | 16 | 31 | 49 | -18 |
|  | 14.  | Cristalul Fălești           | 18 | 30 | 7  | 4  | 19 | 30 | 58 | -28 |
|  | 15.  | Tricon Cahul                | 17 | 30 | 4  | 9  | 17 | 25 | 53 | -28 |
|  | 16.  | Universul Ciuciuleni        | 12 | 30 | 4  | 4  | 12 | 21 | 59 | -38 |

Legenda:

      Campione di Moldavia
      Retrocessa in Divizia A
Note:

Due punti a vittoria, uno a pareggio, zero a sconfitta.

### Verdetti
- Zimbru Chișinău Campione di Moldavia e qualificata alla UEFA Champions League 1993-1994.
- Tricon Cahul, Universul Ciuciuleni Retrocesse in Divizia A